# Ба, Махамаду
Махамаду Ба (род. 21 сентября 1999, Бамако) — малийский футболист. Полузащитник. Выступает за азербайджанский клуб «Кяпаз».

## Карьера
Родился 21 сентября 1999 года в Бамако, (Мали).
Выступал в чемпионате Турции по футболу для игроков до 21 года, Первой лиге Турции, Суперлиге Турции.
2 октября 2024 года подписал контракт с «Кяпазом». Контракт рассчитан до 30 июня 2025 года.